# Hendersonville (Tennessee)
Hendersonville ist die größte Stadt des Sumner County in Tennessee, Vereinigte Staaten und liegt an der Nordseite des Old Hickory Lake. Nach Angaben des United States Census Bureau hatte die City im Jahr 2020 eine Einwohnerzahl von 61.753 und eine Fläche von 85,2 km2.

## Geschichte
Um 1784 legte Daniel Smith mit Errichtung von Rock Castle den Grundstein zur Gründung von Hendersonville; das Haus ist heute im National Register of Historic Places gelistet. 1790 ließ sich hier William Henderson nieder, nach dem die Stadt benannt wurde.
Mit der Fertigstellung des Old-Hickory-Staudamms 1954 wuchs die Stadt zu einem der größten Orte des Sumner Countys heran. 1969 erhielt Hendersonville das Stadtrecht; 1972 hatte die Stadt bereits 14.000 Einwohner. Im zweibändigen Buch The City by the Lake: A History of Hendersonville, das die Bewohner der Stadt Tim Takacs und Jamie Clary schrieben, wird die Gründung und Entwicklung von Hendersonville detailliert beschrieben.

## Überflutungsgefahr
2007 wurde bekanntgegeben, dass der Wolf-Creek-Damm in Kentucky brechen könnte; die tieferliegenden Teile der Stadt Hendersonville würden in einem solchen Fall wahrscheinlich komplett überflutet. Der Damm wurde zwischenzeitlich repariert, sein Wasserstand gesenkt und so der Druck verringert, so dass die Überflutungsgefahr gebannt scheint.

## Bekannte Bewohner von Hendersonville
- Gary Allan (* 1967), Country-Sänger
- John Carter Cash (* 1970), Country-Musiker
- June Carter Cash (1929–2003), Country-Sängerin
- Johnny Cash (1932–2003), Country-Sänger
- Jeff Jarrett (* 1967), Wrestler
- Roy Orbison (1936–1988), Rock'n'Roll-Sänger
- Luther Perkins (1928–1968), Country-Musiker
- Connie Smith (* 1941), Country-Sängerin
- Marty Stuart (* 1958), Country-Sänger
- Taylor Swift (* 1989), Country-Sängerin
- Conway Twitty (1933–1993), Country-Sänger